# 1712 в Україні

## Особи

### Народились
- 25 листопада Афанасій Вольховський (1712—1776) — єпископ Відомства православного сповідання Російської імперії. Учасник Собору єпископів, який засудив святителя Арсенія Мацієвича.
- Костянтин Бродський (1712—1763) — викладач, ректор Харківського колегіуму, архімандрит.
- Сильвестр Добрина (1712—1767) — викладач, український церковний діяч, архімандрит Глухівського Петропавлівського монастиря.
- Яків Ігнатович (1712—1763) — Кошовий отаман Війська Запорізького (1752).
- Яловицький Василь Федорович (? — 1712) — сотник Глухівської сотні у 1678—1696 роках (з перервами).

## Засновані, зведені
- 7 грудня Бучацький монастир
- Церква Благовіщення Пресвятої Богородиці (Латківці)
- Бродецьке (смт)
- Горохуватка (село)
- Дубина (Козятинський район)
- Злобичі
- Кархівка
- Ковалівка (Куп'янський район)
- Колодязне (Дворічанський район)
- Новомлинськ
- Смородьківка
- Сосновий (Україна)
- Стоянівка
- Урсалівка